# 10e armée (États-Unis)
Pour les articles homonymes, voir 10e armée.
La dixième armée des États-Unis, Tenth United States Army, est la dernière armée créée pour la guerre du Pacifique pendant la Seconde Guerre mondiale.

## Organisation
Elle a été commandée par le lieutenant-général Simon Bolivar Buckner, Jr. jusqu'à ce qu'il soit tué par des tirs d'artillerie japonais sur Okinawa le 18 juin 1945. Le major-général des Marines Roy Geiger a provisoirement pris la suite jusqu'à l'arrivée du général Joseph Stilwell le 23 juin.
L'armée comptait plus de 102 000 soldats de l'armée de terre (dont plus de 38 000 n'étaient pas endivisionnées : artillerie non-divisionnaire, troupes d'appui au combat et d'état-major, avec en plus 9 000 militaires des services non-combattants), plus de 88 000 marines et 18 000 membres de la Marine (principalement des Seabee du génie militaire et du personnel médical).
Le dixième armée était la seule à avoir sa propre force aérienne tactique (sous commandement conjoint de l'Armée et des marines).

## Bataille d'Okinawa
À l'origine elle devait débarquer à Formose (maintenant Taïwan) mais l'opération fut ajournée.
Au cours de la bataille d'Okinawa, la dixième armée comprenait 182 821 hommes avec comme socles les 24e corps d'armée du major-général John R. Hodge (7e et 96e divisions d'infanterie) et le IIIe corps amphibie des Marines du major-général Roy Geiger (1re et 6e divisions de Marines) avec trois divisions en réserve : 27e, 77e et 2e de Marines.
La dixième armée a 65 631 tués et blessés au cours de la campagne : 34 736 au 24e corps, 26 724 au IIIe corps amphibie, 520 à la force aérienne tactique de la dixième armée, 2 636 aux forces de l'armée de terre pour la garnison d'Okinawa et de l'île d'Ie-jima (général Fred C. Wallace), et 1 015 aux troupes sous commandement direct de la dixième armée. Comme indiqué plus haut, l'une de ces victimes était le commandant de la 10e armée lui-même, tué par un éclat d'obus ennemi en visitant une position avancée. Le lendemain, un second général, le général de brigade Claude M. Easley, est tué par des tirs de mitrailleuse.

## Après-guerre
Okinawa s’avère être la seule campagne à laquelle la dixième armée prendra part pendant la Seconde Guerre mondiale. Il était prévu qu'elle participe à l'opération Coronet, la deuxième phase de l'invasion du Japon, mais la capitulation japonaise après les bombardements atomiques de Hiroshima et Nagasaki met fin à la guerre.
Le 24e corps du lieutenant général John R. Hodge de la dixième armée débarque à Incheon pour occuper l'ancienne colonie japonaise de Corée le 8 septembre 1945 et sert de base au gouvernement militaire de l'armée des États-Unis en Corée dirigé également par le général John R. Hodge.